# Maxwell Silva
Sampathawaduge Maxwell Grenville Silva (ur. 27 września 1953 w Willorawatte) – lankijski duchowny rzymskokatolicki, od 2012 biskup pomocniczy Kolombo.

## Życiorys
Święcenia kapłańskie otrzymał 25 lipca 1981 i został inkardynowany do archidiecezji Kolombo. Przez kilkanaście lat pracował duszpastersko w Dalugam, Thibbotugoda i Mabola. W latach 1992–2001 pracował jako nauczyciel w szkołach w Grandpass i Ragaama, a w 2001 został dyrektorem szkoły w Kotte.
28 listopada 2011 został mianowany biskupem pomocniczym Kolombo ze stolicą tytularną Lesina. Sakry biskupiej udzielił mu 11 lutego 2012 kard. Malcolm Ranjith.